# Convention européenne sur la protection des animaux dans les élevages
Lire en ligne

Texte officiel

La convention européenne pour la protection des animaux dans les élevages est une convention internationale signée par les États membres du Conseil de l'Europe le 10 mars 1976 à Strasbourg et visant à améliorer la protection due aux animaux d'élevage, notamment dans le cas de l'élevage intensif. 
Ses principales dispositions concernent :
- la définition de la notion d'animal et de systèmes modernes d'élevage intensif,
- les principes généraux régissant les conditions de vie des animaux d'élevage, qui doivent bénéficier d'un logement, d'une alimentation et des soins appropriés à leurs besoins physiologiques et éthologiques,
- la nécessité de prendre les dispositions utiles pour éviter toute souffrance inutile aux animaux.

Dans son titre II, elle instaure un « comité permanent » chargé d'élaborer des recommandations détaillées aux parties contractantes pour mettre en application effective les règles générales.
À ce jour, l'UE et 33 États l'ont ratifiée.